# Ralf Beck
Ralf Beck, född 1963, är en svensk skådespelare. Han har mest spelat i independentfilmer och biroller i olika tv-serier. Han har även spelat på Fjäderholmsteatern.

## Film
- 2003 – Lara Croft Tomb Raider: The Cradle of Life
- 2010 – Wallander – Vålnaden
- 2010 – Rikets Makt
- 2011 – The Teddybear and the Silence
- 2012 – Johan Falk: Alla råns moder
- 2012 – Vittra
- 2014 – Reya
- 2015 – The Girl Beneath
- 2016 – Vilsen
- 2016 – Inte Mer
- 2018 – Draug
- 2018 – Den Tyste Guden
- 2019 – Viking Saga: Rune of the Dead
- 2019 – Legend of Dark Rider[3]
- 2019 – Fury Man
- 2019 – Another Day on Earth
- 2020 – Alien Activity
- 2022 – Vikingasystrar

## TV
- 1997 – Jonathan Creek
- 2007 – Spooks
- 2010 – The Great Dying[4]
- 2014 – Pseudoteve
- 2021 – Leif & Billy
- 2022 – Heder
- 2023 – Ondskan
- 2024 – Veronika